# Isa Sułtanow
Isa Kłyczewicz Sułtanow (ros. Иса Клычевич Султанов, ur. 14 listopada?/27 listopada 1917 we wsi Adżimażagatiurt obecnie w rejonie chasawiurckim w Dagestanie, zm. 1 lutego 1945 w okolicach Chobieni) – radziecki wojskowy, starszy porucznik, uhonorowany pośmiertnie tytułem Bohatera Związku Radzieckiego (1945).

## Życiorys
Urodził się w kumyckiej rodzinie chłopskiej. Skończył technikum w Kazaniu, we wrześniu 1939 został powołany do Armii Czerwonej, w sierpniu 1941 ukończył szkołę wojsk pancernych w Charkowie, od 1944 należał do WKP(b). Od 4 marca 1944 uczestniczył w wojnie z Niemcami, walczył na 1 Froncie Ukraińskim m.in. jako dowódca plutonu czołgów 126 pułku czołgów 17 Gwardyjskiej Brygady Zmechanizowanej 6 Gwardyjskiego Korpusu Zmechanizowanego 4 Armii Pancernej. Brał udział w operacji proskurowsko-czerniowieckiej, podczas której zniszczył 8 stanowisk ogniowych wroga, 2 działa i czołg i zdobył samochód i magazyn wojskowy, za co został odznaczony orderem. Latem 1944 brał udział w operacji lwowsko-sandomierskiej, a w styczniu 1945 w operacji sandomiersko-śląskiej. Podczas walk pod Rzgowem, gdy ranny został dowódca kompanii, Sułtanow przejął dowodzenie kompanią, 24 stycznia 1945 dotarł wraz z plutonem do Odry, którą następnego dnia sforsował w rejonie Chobieni. Wraz z plutonem zadał Niemcom duże straty. Zginął podczas walk o rozszerzenie przyczółka na zachodnim brzegu Odry. Został pochowany w Chobieni. Jego imieniem nazwano ulicę w Chasawiurcie.

## Odznaczenia
- Złota Gwiazda Bohatera Związku Radzieckiego (pośmiertnie, 10 kwietnia 1945)
- Order Lenina (pośmiertnie, 10 kwietnia 1945)
- Order Czerwonej Gwiazdy (14 marca 1944)